# ويليام إل. لورنس
ويليام إل. لورنس (بالإنجليزية: William L. Laurence)‏ (بالليتوانية: William Leonard Laurence)‏ هو صحفي ليتواني وأمريكي، ولد في 7 مارس 1888 في ليتوانيا، وتوفي في 19 مارس 1977 في ميورقة في إسبانيا بسبب خثرة.

## وصلات خارجية
- ويليام إل. لورنس على موقع مونزينجر (الألمانية)
- ويليام إل. لورنس على موقع قاعدة بيانات برودواي على الإنترنت (الإنجليزية)